# Pactos de Moncloa
Os Pactos de Moncloa (formalmente eram dois, chamados de Acordo sobre o programa de reestruturação e reforma da economia e Acordo sobre o programa de ação jurídica e política) foram os acordos assinados no Palácio de la Moncloa durante a transição espanhola em 25 outubro de 1977, o Congresso dos Deputados tomando conhecimento e se comprometendo com seu desenvolvimento dois dias depois, e o Senado em 11 de novembro, entre o Governo da Espanha da legislatura constituinte, presidido por Adolfo Suárez, os principais partidos políticos com representação parlamentar no Congresso dos Deputados, com o apoio das associações empresariais e das Comissões de Trabalhadores (com exceção de algumas seções sindicais das mesmas) e a rejeição da União Geral dos Trabalhadores (que acabaria por assiná-la) e da Confederação Nacional dos Trabalhista (CNT), com o objetivo de estabilizar o processo de transição para o regime democrático, bem como adotar uma política econômica que contivesse a grande inflação que chegou a 26,39%.